# Río San Pedro (barrio)
La barriada del Río San Pedro es un núcleo poblacional perteneciente al municipio de Puerto Real (Cádiz) en Andalucía, España. Está limitado al Norte por el propio Río San Pedro (España) del que recibe su topónimo; al Este, por el caño de la Cortadura; al oeste por polígono industrial Río San Pedro y al Sur por la carretera CA-35 (antigua N-443). Dista 4 km de Cádiz por el Puente Carranza (Cádiz Sur) y sólo 3 km por el Puente de la Constitución de 1812 (Cádiz Norte) y 4 km de Puerto Real.
La barriada del Río San Pedro está integrada en el parque natural de la Bahía de Cádiz y cuenta con playa del mismo nombre que la barriada (también llamada playa de la "Ministra"). También es en esta barriada donde sale el Cristo del amor.(13 de abril de 2019) 

## Historia

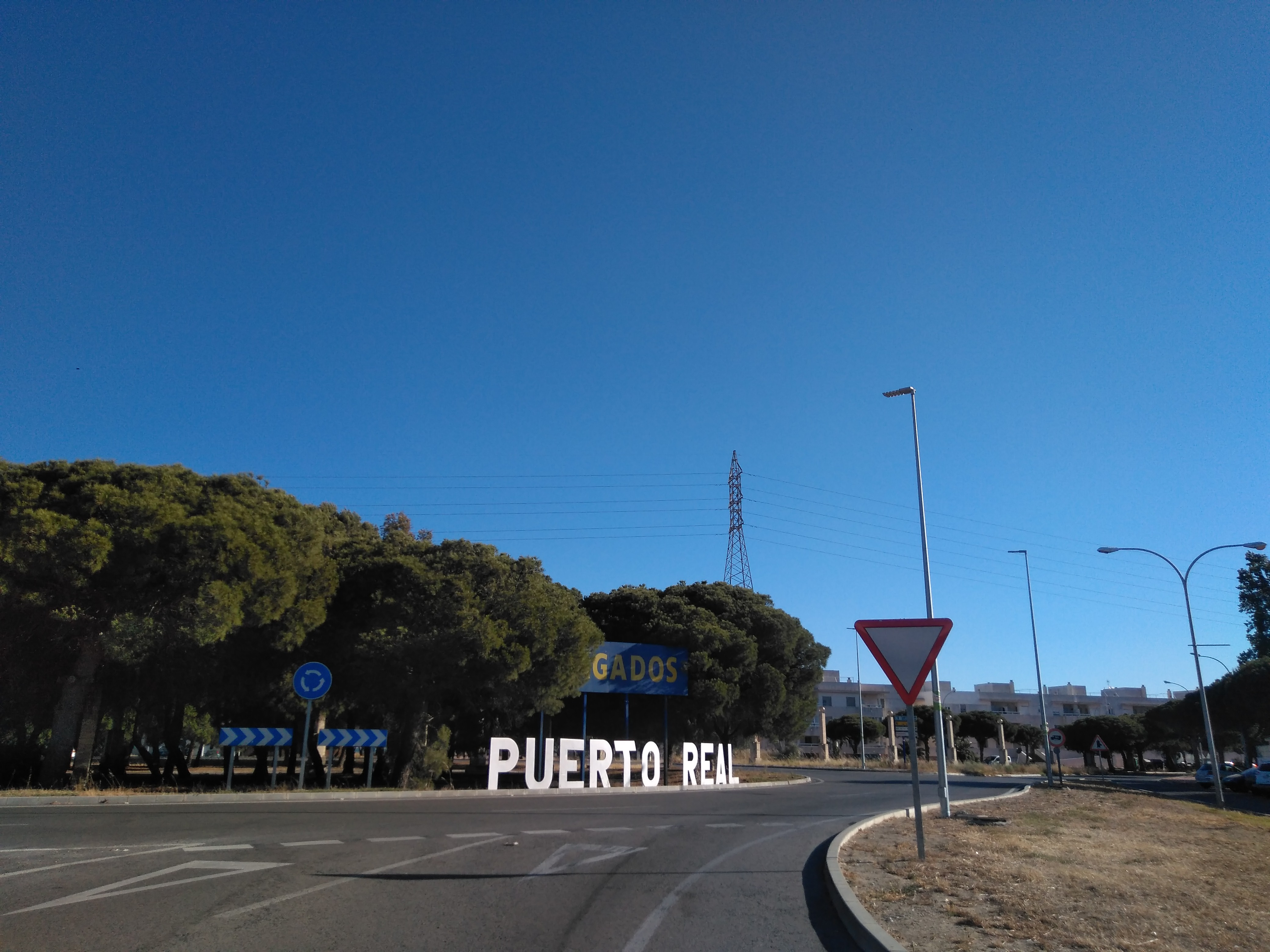
Entrada.

El nacimiento del barrio se debe en gran medida a la construcción del puente Carranza que facilita el paso a la capital. A fines de los años 60 del siglo XX se sabía que Cádiz proseguiría su crecimiento en las cercanías del puente.
Debido a la escasez de suelo que en los últimos años se ha producido en la cercana Cádiz, muchos de sus habitantes han tomado la decisión de vivir en este lugar beneficiándose así de sus ventajas medioambientales. Además del río, del cual toma nombre el barrio, están los pinares de La Algaida. En estos pinares actualmente existen unos lugares de paseo y de recreo. Dentro de dicho pinar también se encuentra situado parte del Campus de Puerto Real la Universidad de Cádiz donde distintas facultades y complejos deportivos acogen durante el curso escolar a un gran número de estudiantes, y además algunas asociaciones celebran allí sus cursos de verano. También es importante destacar el polígono industrial que se asienta en su término, factorías como Navantia, Dragados Offshore o la red de Puertos de Cádiz con el muelle de La Cabezuela hacen de este lugar un importante asentamiento de industrias de pequeña y gran importancia.

## Origen

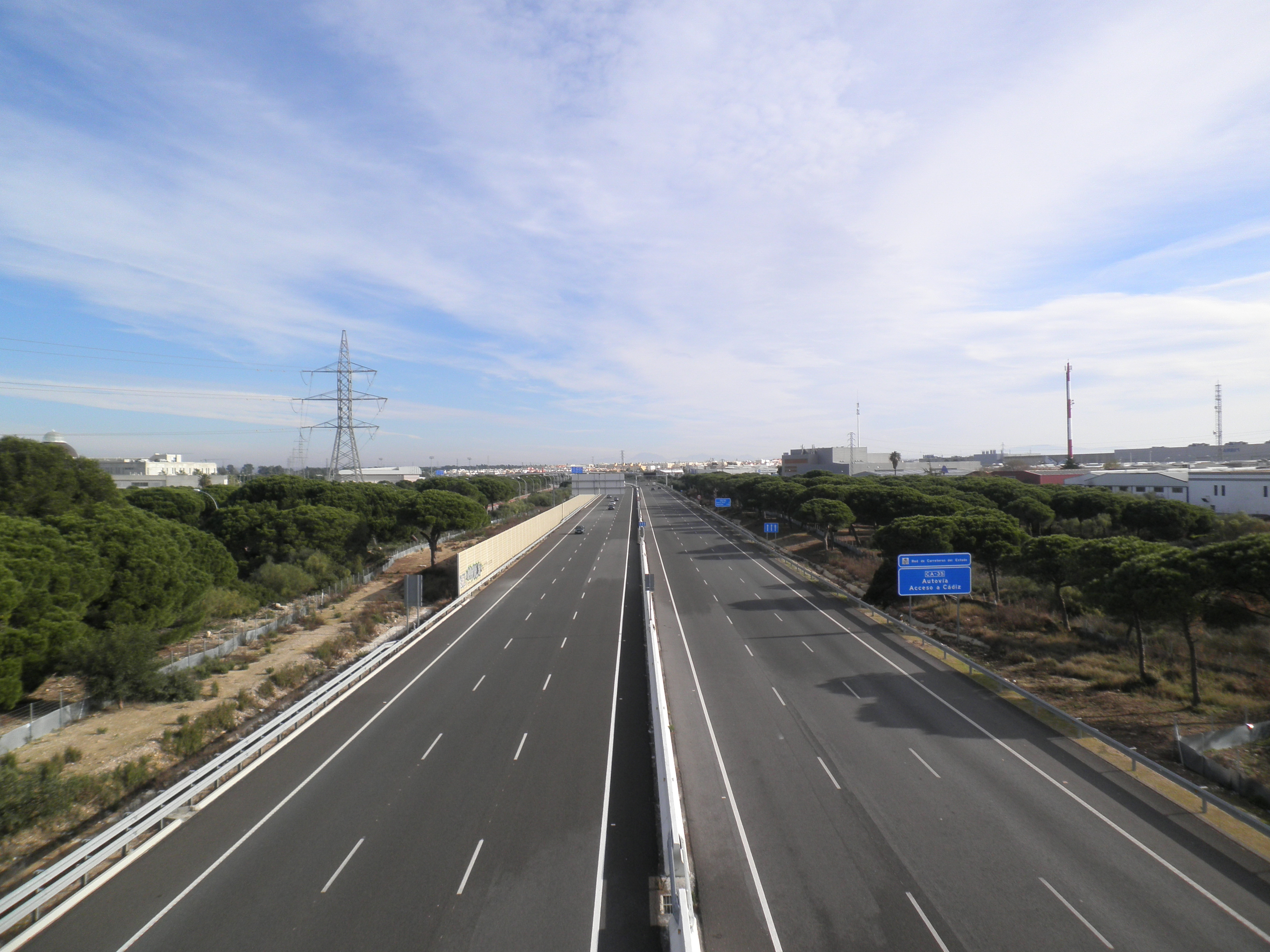
Acceso por autovía al barrio.

El Río San Pedro se creó como "área de actuación urgente", al amparo de la construcción del puente sobre la bahía, siendo el alcalde de Cádiz José León de Carranza, que entendió que el citado puente era pieza clave para expansión de Cádiz en la orilla opuesta de la bahía.
En 1964, el Gobierno Central puso en marcha estudios y proyectos encaminados a la creación de una amplia área urbana que satisficiera las previsiones del crecimiento general de la población gaditana, configurándose la idea de promover esa gran área urbana mediante la realización de un tipo de actuación urbanística piloto en el país y cuyas características esenciales se basaban en "una entidad propia e independiente de los núcleos existentes" y "una composición funcional en la que se integran todos los usos y actividades".
En la bahía de Cádiz el proyecto de la nueva ciudad del ACTUR "Río San Pedro" se apoyaba en las favorables coyunturas del turismo y de la construcción naval, sectores que alcanzaron pronto su techo y perdieron dinamicidad.
En 1970 salió un decreto-ley sobre actuaciones urgentes, aprobándose la expropiación, ordenación y urbanización de grandes extensiones de terrenos, entre ellos el Río San Pedro, con independencia del complejo urbano territorial en el que se inscribían, por lo que el ACTUR Río San Pedro se desarrolla entre los términos municipales de El Puerto de Santa María (Cádiz) y Puerto Real (Cádiz), con una ocupación de 1.593 hectáreas, con un 30% de terrenos inundables o húmedos.
Tras fallar el proyecto, se crea el Consorcio Río San Pedro, compuesto por la Administración Central y los ayuntamientos de Cádiz, Puerto Real y El Puerto de Santa María, consorcio que posteriormente fue liquidado.
Río San Pedro se creó como una ciudad entre los dos puertos, se convierte, en definitiva, en una amplia barriada o amplio núcleo poblacional.
En ella reside la Hermandad del Amor y la Virgen de la Esperanza. Procesiona el Sábado de Pasión por las calles de la barriada, con el Cristo de Amor cargado al estilo gaditano y la Virgen de la Esperanza, que sale en parihuela en su onomástica, los 18 de diciembre.

## Demografía
| Gráfica de evolución de la población                    |
|                                                         |

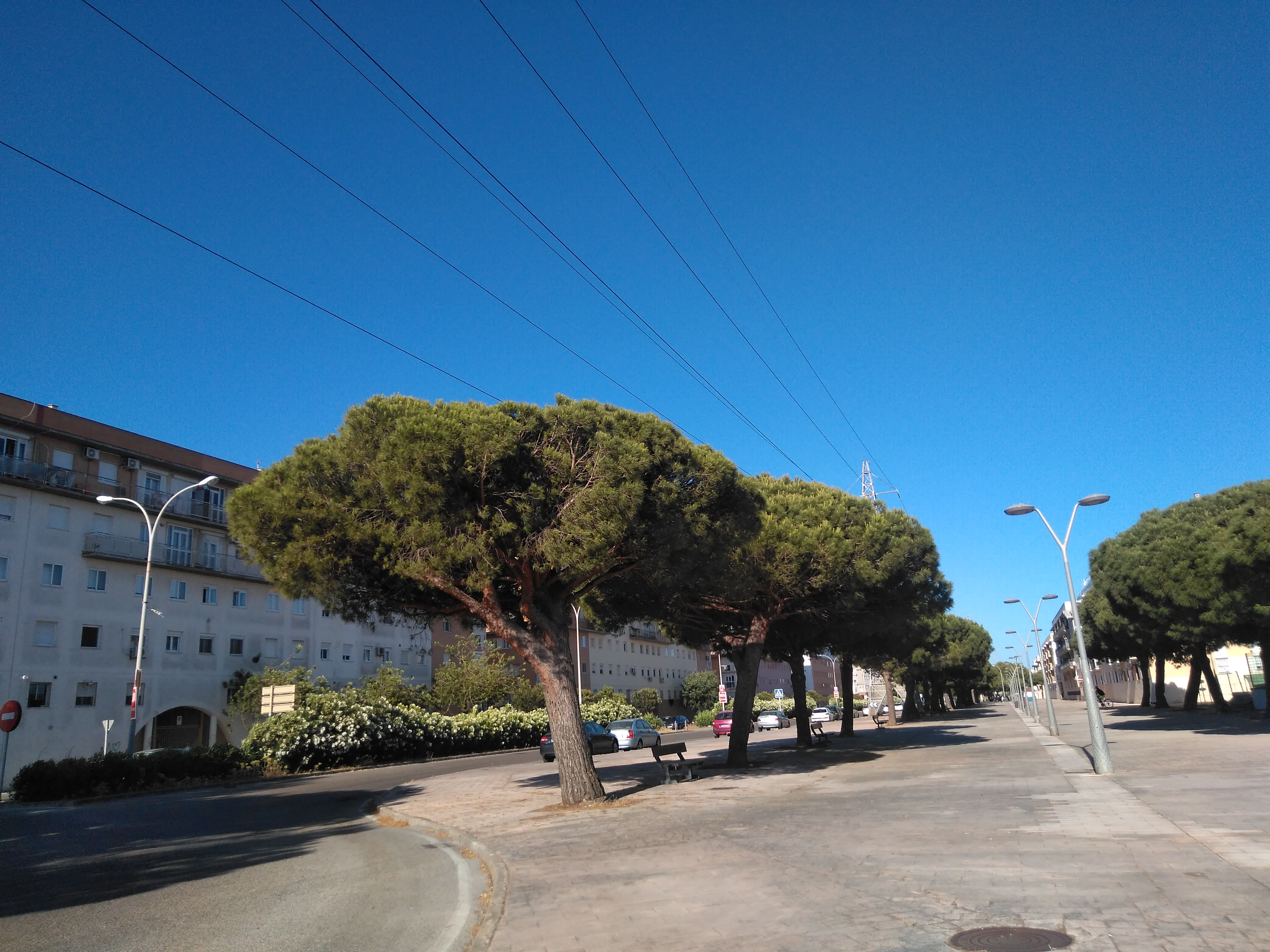
Avenida

| Referencia: Instituto Nacional de Estadística de España |